# ジェイコブ・フォーチュン＝ロイド
ジェイコブ・フォーチュン＝ロイド（Jacob Fortune-Lloyd）は、イングランド、ヒリンドン・ロンドン自治区出身の俳優。父はジャーナリストのジョン・ロイド。

## 人物
代表作には、Netflixドラマシリーズ『クイーンズ・ギャンビット』（2020年）で演じたタウンズ、『ボディーズ』（2023年）で演じたチャールズ・ホワイトマン刑事などが挙げられる。
他にも、BBCシリーズ『ウルフ・ホール』（2015年）で演じたフランシス・ウェストン、テレビシリーズ『メディチ』（2018年）で演じたフランチェスコ・サルヴィアーティ、『THE GREAT』（2023年）で演じたグリゴリー・ペトロフ、そして映画『ねじれた家』（2017年）、『スター・ウォーズ/スカイウォーカーの夜明け』（2019年）や『See How They Run』にも出演している。

## 俳優になるまで
オックスフォード大学のセント・アンズ・カレッジで学び、英文学の学士号を取得。その後、ギルドホール音楽演劇学校に進み、2014年に卒業。学生時代には、『アガメムノン』、『モードの男』、『ガイズ＆ドールズ』、『中世ミステリー劇』など様々な舞台に出演した。

## 活動歴
演劇俳優として、『稼ぐことの大切さ』、『ヴェニスの商人』、『モデレート・ソプラノ』、『マクベス』、『オセロ』など、ロイヤル・シェイクスピア・カンパニーの劇場作品やその他の作品に多数出演している。

## 出演

### 映画
| 年   | 作品タイトル                                         | 役                       |
| ---- | ---------------------------------------------------- | ------------------------ |
| 2017 | ねじれた家                                           | ブレント                 |
| 2019 | スター・ウォーズ/スカイウォーカーの夜明け            | シス艦隊士官             |
| 2021 | 愛しい人から最後の手紙                               | アンドリュー             |
| 2021 | Capture (Short film)                                 | ジェイミー               |
| 2022 | Canyon Del Muerto                                    | ジャン・シャルロット     |
| 2022 | See How They Run                                     | ジオ                     |
| 2023 | 三銃士 ダルタニアン The Three Musketeers: D'Artagnan | バッキンガム公爵         |
| 2023 | 三銃士 ミレディThe Three Musketeers: Milady          | バッキンガム公爵         |
| TBA  | Midas Man                                            | ブライアン・エプスタイン |

## 舞台
| 年   | 作品タイトル                                         | 役                 |
| ---- | ---------------------------------------------------- | ------------------ |
| 2015 | ロイヤル・シェイクスピア・カンパニー: ヴェニスの商人 | バッサーニオ       |
| 2015 | ロイヤル・シェイクスピア・カンパニー: オセロー       | カッシオ           |
| 2018 | オスカー・ワイルド・シーズン: 真面目が肝心           | ジョン・ワージング |

### ドラマ
| 年   | 作品タイトル                         | 役                               | 備考                                                             |
| ---- | ------------------------------------ | -------------------------------- | ---------------------------------------------------------------- |
| 2015 | ウルフ・ホール                       | フランシス・ウェストン           | 5話出演                                                          |
| 2016 | The Living and the Dead              | 1920年代の男性                   | エピソード6                                                      |
| 2017 | The Collection                       | セザール                         | 3話出演："The Weekend" - "The Afterglow" - "The Launch"          |
| 2018 | メディチ                             | フランチェスコ・サルヴィアーティ | シーズン2、7話出演                                               |
| 2018 | 刑事モース〜オックスフォード事件簿〜 | ドン・マーサー                   | シリーズ5、3話出演                                               |
| 2020 | ストライクバック:極秘ミッション      | シュピーゲル                     | 2話出演 – 「ヴァンデッタ」: Part 3とPart 4に出演                 |
| 2020 | クイーンズ・ギャンビット             | タウンズ                         | 3話出演 – 「エクスチェンジ」、「ダブルポーン」、「エンドゲーム」 |
| 2021 | バーナビー警部                       | ギデオン・トゥームス             | シーズン22 第2話                                                 |
| 2023 | ザ・パワー                           | リッキー・モンケ                 | リカーリング                                                     |
| 2023 | THE GREAT                            | グリゴリー・ペトロフ             | シーズン3、第6話                                                 |
| 2023 | ボディーズ（ドラマ）                 | ホワイトマン刑事                 | メインキャスト                                                   |